# Балин (річка)
Балин — річка в Україні, у Чернігівському районі Чернігівської області. Права притока Верпепо (басейн Дніпра).

## Опис
Довжина річки приблизно 10,8 км.

## Розташування
Бере початок на південному заході від Михайло-Коцюбинського. Тече переважно на південний схід через Андріївку і на південному заході від Мажугівки впадає у річку Верпепо, праву притоку Десни.